# Hydrofluorocarbure
Pour les articles homonymes, voir HFC.
Les hydrofluorocarbures (HFC, ou F-gases pour les anglophones) sont des halogénoalcanes gazeux de la famille des fluorocarbures (FC). 
Ces gaz fluorés d'origine synthétique composés d'atomes de carbone, de fluor et d'hydrogène tendent à remplacer à la fois les chlorofluorocarbures (CFC) et les hydrochlorofluorocarbures (HCFC) comme fluides frigorigènes,  propulseurs de sprays et pour la fabrication de mousses isolantes.
En plus de ne pas directement attaquer la couche d'ozone, les HFC ont une efficacité énergétique bien meilleure que les CFC et des propriétés techniques proches de celles des CFC : ininflammabilité ou inflammabilité modérée dans le cas du HFC-152a, faible toxicité et température de fusion permettant de les utiliser comme fluides frigorigènes. Les HFC peuvent remplacer les CFC dans la majorité de leurs applications, tout en réduisant la quantité de gaz nécessaire.
N'attaquant pas directement la couche d'ozone, ils ont été présentés comme une alternative aux CFC, mais leur contribution au réchauffement climatique est néanmoins importante car leur pouvoir de réchauffement global (PRG) sur cent ans peut être jusqu'à 14 800 fois supérieur à celui du CO2. En tant que gaz à effet de serre, ils relèvent du Protocole de Kyoto, mais son application n'est obligatoire que pour les pays développés (alors que l'usage des HFC augmente surtout dans les pays tropicaux en développement pour les besoins de réfrigération/climatisation). D'autre part, ses ambitions ont été fortement diminuées lors du passage à sa seconde phase en 2012. Mais un accord mondial signé à Kigali le 15 octobre 2016 par les 197 pays signataires du protocole de Montréal de 1987 sur la protection de la couche d'ozone fixe un calendrier pour l'arrêt progressif de l'utilisation de ces gaz. Leur élimination progressive permettrait d'éviter jusqu'à 0,1 °C de réchauffement d'ici à cette date et 0,5 °C d'ici à 2100. Cet accord, plus engageant que l'accord de Paris sur le climat, puisqu'il prévoit des sanctions en cas de non-respect des engagements, devrait conduire à réduire leur consommation de  85 % par rapport aux niveaux de 2011-2013 d'ici à 2047.

## Histoire
Les HFC sont apparus sur le marché peu après la mise en application du Protocole de Montréal (1987) qui est l'un des protocoles internationaux les plus efficaces et important pour la protection du climat et interdit l'utilisation des chlorofluorocarbures (CFC) et des hydrochlorofluorocarbures (HCFC) en raison de leur action destructrice sur la couche d'ozone. 
Cette dégradation était due aux atomes de chlore présents dans les CFC et les HCFC qui, une fois irradiés par les rayons ultraviolets dans l'atmosphère, engendraient une catalyse radicalaire favorisant la décomposition de l'ozone (O3) en dioxygène (O2). Les HFC se veulent donc une alternative aux CFC et aux HCFC en tant que ne contenant pas d'atome de chlore responsable de la dégradation de l'ozone stratosphérique.
Leur usage s'est fortement répandu dans le monde à partir des années 1980, avec des fuites possibles vers l'atmosphère de l'amont à l'aval de leur utilisation.

## Impact sur la couche d'ozone
S'ils ne détériorent pas directement en n'attaquant pas l'ozone, ils l'affectent indirectement car en contexte d'effet de serre exacerbé, les calories émises par la terre sont piégées dans les basses couches qu'elles réchauffent, ce qui se traduit par un refroidissement global des hautes couches. Or le refroidissement de la stratosphère contribue à aggraver la destruction de l'ozone quand elle est en contact avec d'autres gaz destructeurs d'ozone.

## Gaz à effet de serre
Les HFC contribuent très significativement à l'effet de serre.
CausesIls font partie des six principaux gaz à effet de serre inscrits sur la liste du Protocole de Kyoto ainsi que dans la directive 2003/87/CE. À la différence d'autres gaz (dont le CO2), les HFC ont une durée de vie plutôt plus courte que d'autres des gaz à effet de serre les plus problématiques pour le climat, cependant leur potentiel de réchauffement global (PRG - 100 ans) correspond en moyenne à 2 800 fois celui du dioxyde de carbone (CO2), allant d'un facteur de 140 (HFC-152a) à un facteur de 11 700 (HFC-23). 
Certains d'entre eux ont des valeurs élevées de potentiel de réchauffement global en raison de leur grande durée de vie dans l'atmosphère (ex. : 264 ans pour le HFC-23), allant de 1,5 an pour le HFC-143a à 264 ans pour le HFC-23,.
TendancesLes HFC contribuent aujourd'hui à environ 1.4 % de l'effet de serre global. Leur pouvoir de réchauffement global et leur durée de vie dans l'atmosphère sont cependant inférieurs aux CFC, qui restent responsables de 8 % du réchauffement mondial en 2022, malgré la très forte réduction de la production qui a suivi le protocole de Montréal à la fin des années 80. Leur consommation et les émissions dans l'air sont en forte augmentation, depuis la fin des années 1980. Cependant, les émissions croissent moins vite que ce qui était projeté il y a une dizaine d'année, grâce aux négociations internationales et l'usage de gaz HFC et alternatifs moins émetteurs que leur prédécesseurs. (le taux de croissance est passé de 10 % à 15 % par an au début des années 2010 , à 7,5 % sur la décennie 2010-2020). A ce rythme, la contribution des HFC au forçage radiatif global serait encore multipliée par 6,5 dans le monde d'ici à 2050.
Si on réduisait leur consommationayant un fort pouvoir réchauffant, mais une faible durée de vie dans l'atmosphère (comme le méthane et le noir de carbone), éliminer ou réduire l'usage de ces produits pourrait avoir des effets climatiques positif plus rapides qu'en agissant seulement sur le CO2.
Une réduction par palier des HFC avant 2020 aurait pu éviter « jusqu'à plus d'un milliard de tonnes d'émissions d'équivalent-CO2 à l'horizon 2020, et jusqu'à 90 milliards de tonnes d'équivalent-CO2 (soit deux ans d'émissions globales) à l'horizon 2050 ». Cela correspond à éviter 0,1 °C de réchauffement à l'horizon 2050 et jusqu'à 0,5 °C de réchauffement en 2100 (scénario de forte croissance).
Une élimination par palier « délivrerait l'atténuation la moins coûteuse, à la plus grande échelle possible à ce jour (moins de dix centimes de $ par tonne de CO2 équivalent) ».
Selon le Pr Veerabhadran Ramanathan, ceci permettrait de réduire de 20 % la montée des océans d'ici à 2050 et de près de 25 % d'ici à 2100. Une réduction combinée du CO2, de noir de carbone, du méthane et des HFC stabiliserait la hausse des températures à +2 °C d'ici à 2100.
Qui mesure les émissions de HFC ?En France, c'est l'Alliance Froid Climatisation Environnement (ou AFCE), qui est elle-même une commission interne de l'Association française du froid. Cette dernière est une organisation créée en 1908 et reconnue d'utilité publique en 1920, qui fédère près de 500 entreprises, syndicats professionnels, centres de formation et de recherche, experts et étudiants, qui dispose de comités régionaux), créée en mars 1995) qui s'est proposé pour suivre la part des HFC dans la mise en œuvre et le suivi de l'application en France et dans l'Union Européenne de la convention-cadre des Nations unies sur les changements climatiques. En mai 2002, l'AFCE s'est constitué en association loi de 1901, se présentant comme indépendante. « Elle est composée de personnes morales, financièrement autonome, et est animée par un délégué général ».

## Négociations internationales
Le protocole de Kyoto signé en 1997, réclamait déjà la réduction des HFC.
En 2010, 108 pays signent la Déclaration de Bangkok appelant à un usage accru de substances à faible potentiel de réchauffement global ne dégradant pas la couche d'ozone  et 112 pays signent en 2013 la Déclaration de Bali sur la transition vers ces substances. 
Le 13 avril 2013, la Chine s'est engagée à éliminer les HCFC avant 2030 (pour huit milliards de tonnes équivalent CO2), et le 8 juin 2013, elle signait un accord bilatéral avec les États-Unis visant à accélérer l'élimination des HFC unissant ainsi les efforts des deux premiers émetteurs de gaz à effet de serre.
Puis le 27 septembre 2013, Barack Obama et le Premier ministre de l'Inde Manmohan Singh annonçaient un groupe de travail commun pour de l'élimination des HFC.
En 2015, ils sont inclus dans la négociation pendant la COP21 pour l'effort de diminution du réchauffement climatique en vue de leur élimination.

### Accord mondial de 2016 pour l'élimination des hydrofluorocarbures
L'accord mondial pour l'élimination des hydrofluorocarbures, signé à Kigali le 15 octobre 2016 par les 197 pays signataires du protocole de Montréal de 1987 sur la protection de la couche d'ozone, fixe un calendrier pour l'arrêt progressif de l'utilisation de dix-huit de ces gaz, ceux dont le potentiel de réchauffement global est supérieur à 53 et qui pourraient compter pour 9 à 19 % des émissions de GES (en équivalent CO2) d'ici à 2050. Leur élimination progressive permettrait d'éviter jusqu'à 0,1 °C de réchauffement d'ici à cette date et de 0,35 à 0,5 °C d'ici à 2100. Cet accord est plus engageant que l'accord de Paris sur le climat, puisqu'il prévoit des sanctions en cas de non-respect des engagements. Les pays développés devront réduire leur consommation de 10 % d'ici à 2019 par rapport aux niveaux de 2011-2013, puis atteindre 85 % de baisse d'ici à 2036 ; les pays en voie de développement, dont la Chine, premier producteur mondial de HFC, et les pays africains, entameront leur transition un peu plus tard, en 2024 et réduiront leur consommation de 80 % d'ici à 2045. Enfin, un troisième groupe de pays incluant l'Inde, le Pakistan, l'Iran, l'Irak et les pays du Golfe commencera à s'exécuter en 2028 pour atteindre 85 % de baisse en 2047. Une aide financière d'environ 75 M€ provenant de pays dits développés, tel le Japon, et de fonds publics et privés permettra de réaliser la transition dans les pays plus pauvres,,.
Cet accord a pu entrer en vigueur le 1er janvier 2019, ayant été ratifié par au moins 20 des parties prenantes du protocole de Montréal. La Chine annonce le 16 avril 2021 son intention de le ratifier.

## Mesures réglementaires
En 2006, le règlement européen F-gas prévoit l’interdiction progressive entre 2011 et 2017 des gaz fluorés au PRG supérieur à 150 dans les systèmes neufs de climatisation automobile,.
En 2012, la Commission européenne confirme son souhait d'une forte diminution des émissions de gaz fluorés et émet le 1er janvier 2015 un texte élargi prévoyant de réduire de 79 % les tonnages de HFC mis sur le marché en Europe en 2030, par rapport à 2015.
En France, la loi de finances 2019 (Article 197) crée à compter du 1er janvier 2021 une taxe pigouvienne sur les hydrofluorocarbures d'un montant initial de 15 €/t CO2éq. qui devrait atteindre 30 €/t CO2éq. en 2025. Des exonérations sont prévues pour les exportations et certains usages industriels, militaires, sanitaires ou de transport. Les HFC comptent pour un peu plus de 5 % des émissions de gaz à effet de serre de la France.
Les HFC risquent cependant d'être encore utilisés dans l'industrie du froid, faute d'alternative économiquement aussi intéressante, et il existe un risque avéré d'usages frauduleux et de contrefaçons. Un important trafic illégal de HFC entre la Chine et l'Europe est découvert en 2019.
Les eurodéputés et les États membres de l'Union européenne parviennent le 5 octobre 2023 à un accord pour interdire progressivement d'ici à 2050 les gaz fluorés, qui représentent 2,5 % des émissions de gaz à effet de serre en Europe. Les HFC seront interdits dans les réfrigérateurs dès 2026, dans certaines petites pompes à chaleur et certains systèmes de climatisation à partir de 2027, puis dans tous les climatiseurs et pompes à chaleur entre 2032 et 2035. Ils seront prohibés dans les aérosols techniques après 2030, et dans les mousses après 2032. La production d'HFC dans l'Union européenne sera totalement interdite après 2050, sauf pour la production de semi-conducteurs, jugée stratégique. Les HFC peuvent être remplacés pour de nombreux usages par des hydrocarbures (butane, propane, isobutane), du CO2, de l'ammoniac ou même de l'eau et de l'air, mais les délais prévus sont jugés difficilement gérables par les fabricants de climatiseurs ou de pompes à chaleur, et pour le transport frigorifique, il n'existe pas encore de solution de marché commercialisée.

## Alternatives
Les principales alternatives connues pour l'industrie du froid (réfrigérants) sont l'ammoniac (toxique et modérément ininflammable), le propane (R290) et le dioxyde de carbone dont le point critique est d'une valeur trop basse pour offrir une fiabilité et une efficacité comparables.
L’industrie automobile utilise depuis plusieurs années une hydrofluoroléfine (HFO) dont la durée de vie dans l'atmosphère est très courte et le PRG faible, mais son produit de dégradation, l'acide trifluoroacétique (TFA), soluble dans l’eau, a une durée de vie estimée à quarante mille ans et, à de fortes concentrations, pourrait avoir un impact sur la santé.
En France, avec l'aide de l'ADEME et d'UNICLIMA, l'AFCE a lancé en 2013 auprès d'un consortium EReIE - ARMINES - CEMAFROID, une étude exhaustive sur les alternatives qui est disponible depuis la fin de l'année 2014.

## Premiers hydrofluorocarbures
- Fluorométhane
- Difluorométhane
- Trifluorométhane
- Fluoroéthane
- 1,1-Difluoroéthane
- 1,2-Difluoroéthane
- 1,1,1-Trifluoroéthane
- 1,1,2-Trifluoroéthane